# Alfonso Toriz Cobián
Alfonso Toriz Cobián (Juchitlán, Jalisco, 12 de agosto de 1913 - Querétaro, Estado de Querétaro, 25 de marzo de 1992) fue un religioso católico de México que ocupó el cargo de obispo de la Diócesis de Querétaro.promotor de la coronación pontificia de Nuestra Señora de los Dolores de Soriano y de su patrocinio sobre la Diócesis de Querétaro y fiel devoto de Nuestra madre Dolorosa.